# David Parry
David Robert Parry (* 7. března 1992, Carrollton, Texas) je hráč amerického fotbalu nastupující na pozici Nose tackla za tým Indianapolis Colts v National Football League. Univerzitní fotbal hrál za Stanfordovu univerzitu, poté byl vybrán v pátém kole Draftu NFL 2015 týmem Indianapolis Colts.

## Vysoká škola a univerzita
Parry vyrůstal v Daly City v Kalifornii a předtím, než se odstěhoval do Marion ve státě Iowa, navštěvoval místní Linn-Mar High School a během tří let hrál na postech ofenzivního i defenzivního Tackla. Následně přestoupil na Stanfordovu univerzitu, kde strávil následující čtyři roky a během nich nastoupil do čtyřiceti zápasů, z toho třiadvacetkrát jako startující hráč. V posledním ročníku si ve dvanácti zápasech připsal 34 tacklů, z toho 7,5 pro ztrátu, 4,5 sacku, a za své výkony byl nominován na Burlsworth Trophy.

## Profesionální kariéra

### Draft NFL 2015
Parry byl vybrán v pátém kole Draftu NFL 2015 jako 151. hráč celkově týmem Indianapolis Colts. 6. března se pak s Colts dohodl na podepsání smlouvy a od začátku sezóny 2015 se stal startujícím hráčem na pozici Nose tackla.